# Mecca (distrito)

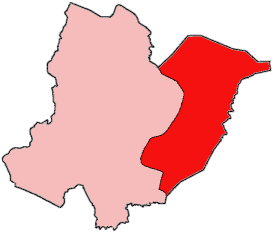
Localização do distrito de Mecca no condado de Bomi

Mecca é um dos quatro distritos do condado de Bomi, Libéria.